# Скотленд (округ, Північна Кароліна)
Шаблон:StateAbbr_ 34°50′ пн. ш. 79°29′ зх. д. / 34.84° пн. ш. 79.48° зх. д.
Округ  Скотленд (англ. Scotland County) — округ (графство) у штаті  Північна Кароліна, США. Ідентифікатор округу 37165.

## Історія
Округ утворений 1812 року.

## Демографія
За даними перепису 
2000 року 
загальне населення округу становило 35998 осіб, зокрема міського населення було 16988, а сільського — 19010.
Серед мешканців округу чоловіків було 16886, а жінок — 19112. В окрузі було 13399 домогосподарств, 9673 родин, які мешкали в 14693 будинках.
Середній розмір родини становив 3,1.
Віковий розподіл населення поданий у таблиці:
| Стать    | До 15 років | 15-21 | 22-29 | 30-39 | 40-49 | 50-65 | 65-85 | Понад 85 |
| -------- | ----------- | ----- | ----- | ----- | ----- | ----- | ----- | -------- |
| Чоловіки | 4301        | 1865  | 1680  | 2273  | 2576  | 2688  | 1399  | 104      |
| Жінки    | 4094        | 1936  | 2023  | 2580  | 2853  | 3047  | 2216  | 363      |

## Суміжні округи
- Мур — північ
- Гоук — північний схід
- Робсон — південний схід
- Марльборо, Південна Кароліна — південний захід
- Річмонд — північний захід

## Виноски
1. ↑  U.S. Decennial Census. United States Census Bureau. Архів оригіналу за 19 липня 2018. Процитовано 19 січня 2015.
2. ↑  Historical Census Browser. University of Virginia Library. Архів оригіналу за 11 серпня 2012. Процитовано 19 січня 2015.
3. ↑  Forstall, Richard L., ред. (27 березня 1995). Population of Counties by Decennial Census: 1900 to 1990. United States Census Bureau. Архів оригіналу за 3 березня 2015. Процитовано 19 січня 2015.
4. ↑  Census 2000 PHC-T-4. Ranking Tables for Counties: 1990 and 2000 (PDF). United States Census Bureau. 2 квітня 2001. Архів оригіналу (PDF) за 18 грудня 2014. Процитовано 19 січня 2015.
5. ↑  State & County QuickFacts. United States Census Bureau. Архів оригіналу за 18 липня 2011. Процитовано 30 жовтня 2013. [Архівовано 2011-06-07 у Wayback Machine.](англ.) Наведено за англійською вікіпедією.
6. ↑  American FactFinder. Бюро перепису населення США. Архів оригіналу за 26 лютого 2012. Процитовано 31 січня 2008. [Архівовано 2008-05-21 у Wayback Machine.]

| США | Це незавершена стаття з географії США. Ви можете допомогти проєкту, виправивши або дописавши її. |